# Окленд (Новая Зеландия)
О́кленд (англ. Auckland, маори Tāmaki-makau-rau) — крупнейший город Новой Зеландии с населением около 1 534 700 человек. Это около 32 % всего населения страны. Территория, занимаемая Большим Оклендом, является самой большой урбанизированной областью страны.
До 2010 года географически и административно в состав Большого Окленда входили: Окленд-Сити (Auckland City) — центральная и наиболее урбанизированная часть города, Норт-Шор-Сити (North Shore City), Манукау-Сити (Manukau City), Уаитакере-Сити (Waitakere City), а также урбанизированные части районов Папакура (Papakura District), Родни (Rodney District) и Франклин (Franklin District). 1 ноября 2010 года эти территориальные управления были объединены с Региональным советом Окленда в единый Оклендский Совет.
В 2011 году Окленд занял третье место в опубликованном международной консалтинговой компанией Mercer рейтинге наиболее пригодных для проживания городов. В списке журнала Economist, опубликованном в 2011 году, Окленд находится на 9-м месте. В 2010 году Окленду присвоена классификация Бета в международной классификации городов по оценке Университета Лоуборо.

## История

### Маорийский период
Маори начали селиться в этих местах практически сразу после своего прибытия в Новую Зеландию около 800 лет назад. Удобные бухты и плодородные земли делали эту местность крайне привлекательной. Практически на всех вулканах и возвышенностях были построены укреплённые поселения — па. В момент своего пика численность маори в этом регионе достигала 20 000. Однако к моменту появления здесь первых европейцев численность маори значительно снизилась в результате постоянных межплеменных войн и миграций. Поэтому первые английские поселенцы нашли эти места относительно малозаселёнными.

### Начало европейского заселения

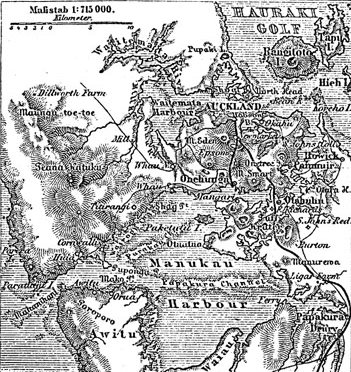
Карта Окленда и прилегающей местности. 1888 год

Капитан Джеймс Кук посетил эти места во время своего плавания к берегам Новой Зеландии в 1769 году, и, хотя он не заметил бухты Уэйтемата, Джеймс Кук оставил после себя несколько названий. Острова Литтл-Барриер и Грейт-Барриер носят названия, данные им великим мореплавателем. В 1820 Самуэль Марсден (Samuel Marsden) стал первым европейцем, который обследовал залив Хаураки. Первое постоянное поселение европейцев появилось здесь в 1833 году в районе Уаркуорт (англ. Warkworth), где была устроена лесопильня. Через некоторое время сюда прибыли первые миссионеры.
Поворотной точкой в истории города можно считать 1840 год. В этом году был подписан договор Вайтанги, и вскоре после этого капитан Уильям Хобсон (англ. William Hobson), впоследствии первый губернатор Новой Зеландии, был приглашён местными вождями основать в этих местах столицу новой колонии. Хобсон основал новое поселение на южном берегу бухты Уэйтемата, которое впоследствии стало временной столицей новой колонии. Церемония заложения первого камня состоялась 1 сентября 1840 года. Хобсон назвал новое поселение в честь Джорджа Идена (англ. George Eden), первого Графа Оклендского (англ. 1st Earl of Auckland), своего друга и непосредственного начальника, который являлся в то время губернатором Индии и всех восточных колоний Великобритании. Королева Великобритании Виктория одобрила это название 26 ноября 1842 года.

### Развитие города
С самого начала основной поток европейских поселенцев шёл в Новую Зеландию через Окленд. В первые годы основную их часть составляли жители Нового Южного Уэльса в Австралии, однако уже в начале 1842 года сюда начали прибывать корабли с поселенцами непосредственно из Великобритании. С 1853 до момента упразднения этой административной единицы в 1876 году Окленд был центром провинции Окленд.
В связи с бурным развитием Южного острова и резко возросшей численностью населения через некоторое время столица была перенесена в Порт-Николсон, известный сейчас как Веллингтон, где она остаётся по сегодняшний день. Это место несомненно имеет более выгодное географическое положение, находясь практически в самом центре страны.
Однако Окленд продолжал оставаться экономической столицей Новой Зеландии. Золотая лихорадка в стране и, в частности, открытые месторождения золота на полуострове Коромандел, послужили основной причиной бурного роста населения города в конце XIX века.

### XX век
В период Первой и Второй мировых войн в городе располагалась одна из основных военно-морских баз Великобритании в Южнотихоокеанском регионе. Кроме того, в годы Второй мировой войны здесь дислоцировался довольно большой воинский контингент США.
Развитию города способствовало расширение сети железных, а затем и автомобильных дорог. Постройка моста, соединяющего северный и южный берега бухты Уэйтемата, дала возможность развивать северные пригороды, и, по сути, позволила соединить разрозненные районы в мегаполис.
Население продолжало расти в основном за счёт иммиграции. Однако постепенно количество переселенцев, прибывающих сюда не с Британских островов, стало преобладающим, и это со временем сделало Окленд поистине космополитическим городом. В настоящее время в Окленде проживает самая большая полинезийская община в мире, что делает город неофициальной столицей Полинезии.

## Физико-географическая характеристика
Город расположен на Северном острове Новой Зеландии на огромном плато. Его окружают два горных хребта, три морские бухты и множество островов, на Оклендском вулканическом поле находится 49 вулканов. Территория Окленда лежит между заливом Хаураки со стороны Тихого океана на востоке, невысоких гор Хануя на юго-востоке, бухтой Манукау на юго-западе и гор Уаитакере на западе и северо-западе. На реке Окли-Крик находится единственный водопад в черте города.

### Вулканы
Окленд расположен на территории Оклендского вулканического района. В его черте находятся кратеры 49 потухших моногенных вулканов. Основное количество извержений этих вулканов происходило 60—140 тыс. лет назад. Наиболее ранние извержения происходили в районе Франклин. Последнее и наиболее сильное вулканическое извержение, в результате которого образовался остров Рангитото, было приблизительно 600—800 лет назад. Размеры Рангитото, его правильные пропорции, выгодное расположение при входе в бухту Уэйтемата делают этот вулканический остров одной из основных природных достопримечательностей Окленда.

### Гидрография

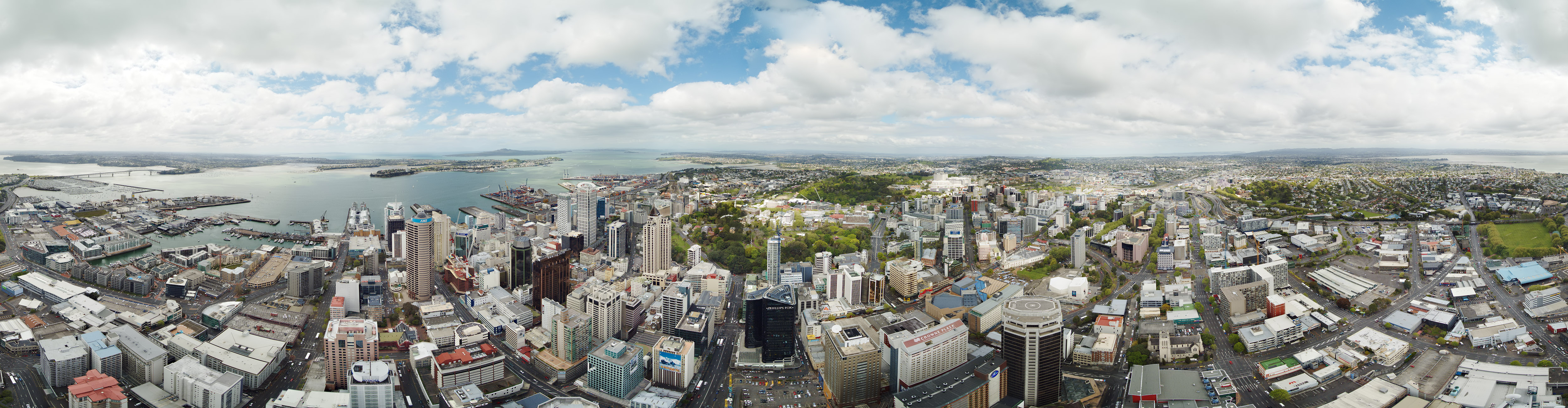
Вид города на 360 градусов из Скай Тауэра

Окленд расположен на перешейке шириной менее 2 километров в самом узком месте, между заливом Мангере со стороны Тасманова моря и гаванью Тамаки-Ривер со стороны Тихого океана. Этот перешеек в пределах урбанизированных районов омывается водами двух бухт. Бухта Уэйтемата находится на севере, в восточной части она примыкает к заливу Хаураки. Южный берег перешейка граничит с бухтой Манукау, которая через узкий пролив в западной части соединена с Тасмановым морем. Это один из немногих городов мира, который имеет выход к двум бухтам, принадлежащим к разным морям.
Берега обеих бухт соединены между собой несколькими мостами. Наиболее известным является Оклендский мост (Auckland Harbour Bridge), пересекающий бухту Уэйтемата в западной части Центрального делового района Окленда. В южной части города мост Манукау перекинут через одноимённую бухту. По этому мосту проходит дорога, соединяющая центральную часть города с Международным аэропортом Окленда.
Несколько островов, расположенных в акватории залива Хаураки, управляются администрацией Центрального Окленда, хотя официально их территория не входит в территорию Большого Окленда. Наиболее плотно населённые части острова Уаихики функционируют практически как обычные городские районы, в то время как многочисленные мелкие острова, разбросанные вокруг Окленда, используются в основном в качестве природных заповедников и мест отдыха.

### Климат
Окленд расположен в зоне субтропического океанического климата, характеризующегося тёплым, влажным летом и прохладной дождливой зимой. Это самый тёплый крупный населённый пункт в Новой Зеландии, и на протяжении последних трёх лет Окленд также является самым солнечным городом страны; в среднем на год здесь приходится 2170 солнечных часов. Средняя максимальная дневная температура февраля и июля составляет 23,7°C и 14,5°C соответственно. Абсолютный максимум температуры, зафиксированной в Окленде, составляет 30,5°C, а абсолютный минимум −0,5°C. Дожди идут в Окленде круглый год, и среднегодовое количество выпадающих осадков достигает 1240 мм, которые приходятся на приблизительно 137 дождливых дней. Климатические условия несколько различаются в разных частях города, что определяется прежде всего близостью гор и океана. Снег — крайне редкое явление в Окленде: за всю историю метеонаблюдений снегопады фиксировались лишь дважды — 27 июля 1939 и 15 августа 2011 гг.
Особенностью климата города, как и почти всей Новой Зеландии, является высокая влажность воздуха. Это обусловлено как географическим положением (город со всех сторон окружён водой), так и достаточно высоким уровнем выпадающих здесь осадков. Высокая влажность проявляется в частых туманах и низкой облачности. Именно из-за высокой влажности перепады температуры воздуха воспринимаются особенно остро. Летом, даже при температуре немногим более 25°C, в городе становится очень душно. Спасает лишь свежий ветер, дующий с прилегающих гор и океана. В зимние же месяцы картина меняется на противоположную: даже не очень низкие температуры способны вызвать чувство пронизывающего холода.
Из-за приморского расположения города температурный фон в Окленде довольно устойчив, чего нельзя сказать о большой переменчивости атмосферных явлений.
| Показатель                          | Янв. | Фев. | Март | Апр. | Май  | Июнь | Июль | Авг. | Сен. | Окт. | Нояб. | Дек. | Год  |
| ----------------------------------- | ---- | ---- | ---- | ---- | ---- | ---- | ---- | ---- | ---- | ---- | ----- | ---- | ---- |
| Средний суточный максимум, °C       | 23,3 | 23,7 | 22,4 | 20,0 | 17,4 | 15,2 | 14,5 | 15,0 | 16,2 | 17,8 | 19,6  | 21,6 | 18,9 |
| Средняя температура, °C             | 19,1 | 19,7 | 18,4 | 16,1 | 14,0 | 11,8 | 10,9 | 11,3 | 12,7 | 14,2 | 15,7  | 17,8 | 15,2 |
| Средний суточный минимум, °C        | 15,3 | 15,8 | 14,6 | 12,3 | 10,0 | 8,0  | 7,1  | 7,6  | 8,9  | 10,5 | 12,1  | 13,9 | 11,3 |
| Норма осадков, мм                   | 75   | 65   | 94   | 105  | 103  | 139  | 146  | 121  | 116  | 91   | 93    | 91   | 1240 |
| Источник: NIWA Science climate data |      |      |      |      |      |      |      |      |      |      |       |      |      |

Средняя температура, среднее значение осадков, количество дней с осадками и средняя скорость ветра с Января 2000 по Январь 2020 по данным WeatherOnline Ltd. — Meteorological Services Архивная копия от 3 апреля 2020 на Wayback Machine.
|                              | Январь | Февраль | Март | Апрель | Май   | Июнь | Год     |
| Средняя температура, °C      | 20,1   | 20,6    | 19,2 | 16,8   | 14,5  | 12,3 | 15,8 °C |
| Среднее значение осадков, мм | 43,0   | 57,4    | 60,2 | 69,8   | 102,6 | 92,6 | 885,0   |
| Количество дней с осадками   | 8,8    | 10,0    | 9,9  | 13,6   | 19,2  | 18,6 | 179,4   |
| Средняя скорость ветра, м/с  | 5      | 4,4     | 4,25 | 4      | 4,1   | 4,2  | 4,61    |

|                              | Июль  | Август | Сентябрь | Октябрь | Ноябрь | Декабрь |
| Средняя температура, °C      | 11,3  | 12,0   | 13,3     | 14,6    | 16,2   | 18,6    |
| Среднее значение осадков, мм | 103,8 | 87,0   | 81,3     | 77,9    | 41,2   | 68,1    |
| Количество дней с осадками   | 21,4  | 19,5   | 17,0     | 17,0    | 12,5   | 11,9    |
| Средняя скорость ветра, м/с  | 4,17  | 4,36   | 5        | 5,58    | 5,3    | 5,1     |

Температура, среднее значение за 2000—2020 годы: 15.8°C. Среднегодовое количество осадков: 885 мм, в среднем за год осадки выпадают 179,4 дней, средняя скорость ветра  — 4,61 м/с.
Преобладающее направление ветра — SW (юго-западный).

## Население
Согласно оценке Статистического управления Новой Зеландии на июнь 2018 года, в столичном округе Окленда проживает 1 628 900 человек, что составляет 33,3% населения Новой Зеландии.
В городе проживают представители множества этнических групп со всех уголков мира, что делает его самым космополитичным городом страны. Европейцы составляют большинство населения Окленда, однако присутствует также значительное количество маори, тихоокеанских и азиатских народов. Полинезийское население Окленда превышает таковое в любом другом городе мира. По данным переписи 2013 года, в городе насчитывается 13 этнических групп, составляющих более одного процента населения.
| Этнические группы населения города        | 2001 | 2001      | 2006 | 2006      |
| Этнические группы населения города        | %    | жителей   | %    | жителей   |
| ----------------------------------------- | ---- | --------- | ---- | --------- |
| Европейцы                                 | 57,7 | 684 237   | 56,5 | 698 622   |
| Выходцы с островов Тихого океана          | 14,9 | 152 508   | 14,4 | 177 936   |
| Выходцы из стран Азии                     | 14,6 | 149 121   | 18,9 | 234 222   |
| Маори                                     | 11,5 | 117 513   | 11,1 | 137 133   |
| Арабы/Латиноамериканцы/Чернокожие         | н/д  | н/д       | 1,5  | 18 555    |
| Другие                                    | 1,3  | 13 455    | 0,1  | 648       |
| Новозеландцы                              | н/д  | н/д       | 8,0  | 99 258    |
| Всего назвавших этническую принадлежность |      | 1 022 616 |      | 1 237 239 |

Окленд является основным центром иммиграции в Новую Зеландию (частично по соображениям рынка труда). Однако приток населения из-за рубежа частично компенсируется эмиграцией людей из Окленда в другие регионы Новой Зеландии, в основном в Уаикато и Бей-оф-Пленти. По данным переписи 2013 года, 39,1% населения Окленда родились за границей; в городских районах Пукетапапа и Хоуик число жителей, родившихся за границей, превысило число рожденных в Новой Зеландии.
Согласно переписи 2013 года около 48,5% жителей Окленда относят себя к христианам, а 11,7 % — к нехристианскими религиями, в то время как 37,8% — не религиозны, а 3,8% отказались ответить. Католицизм является крупнейшей христианской конфессией на долю которой приходится 13,3% населения, за ним следуют англиканство (9,1%) и пресвитерианство (7,4%). Недавняя иммиграция из Азии усилила религиозное разнообразие города, увеличив число людей, имеющих отношение к буддизму, индуизму, исламу и сикхизму. В городе существует также небольшая еврейская община.

## Образование

### Начальное и среднее

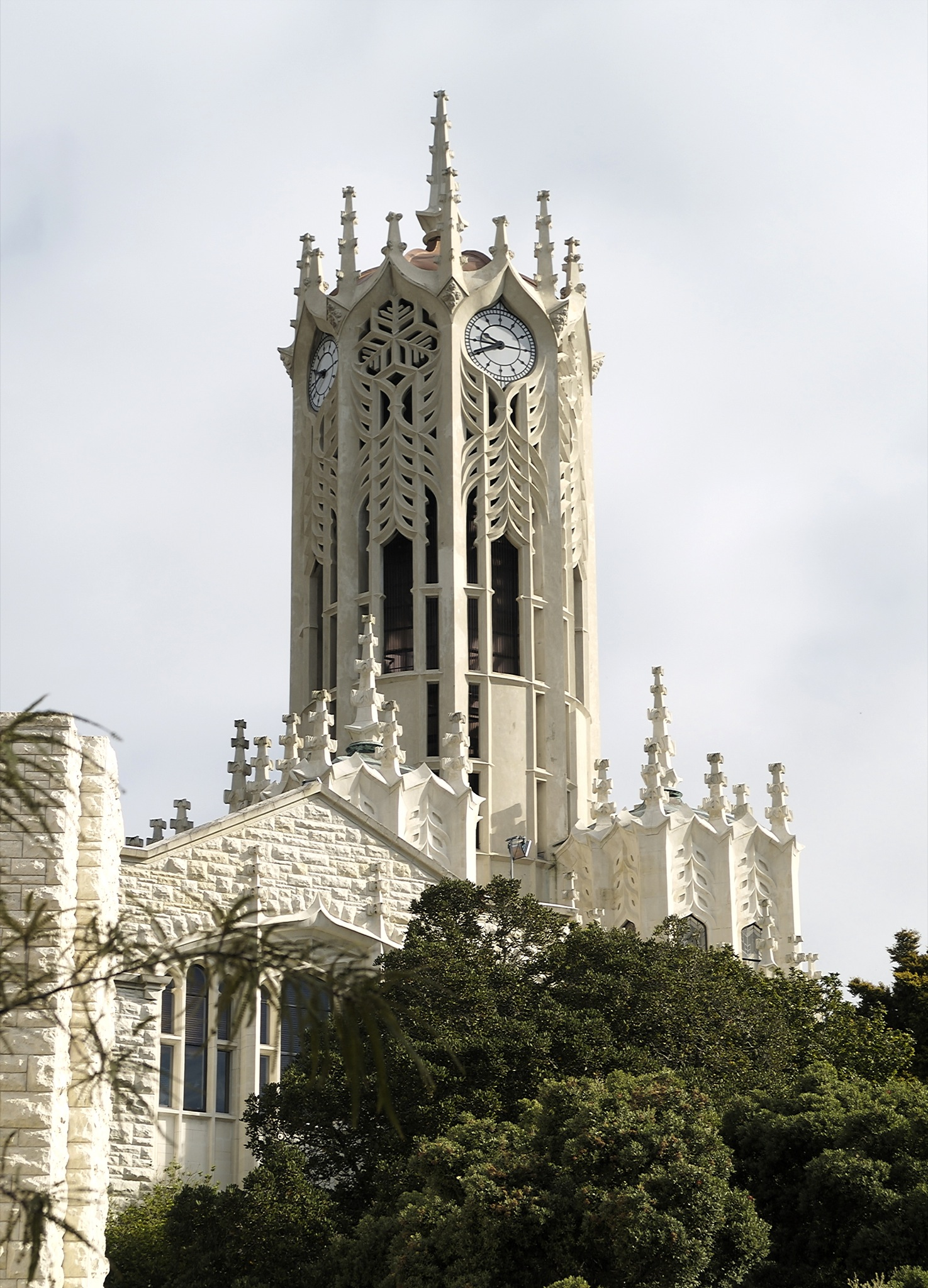
Оклендский университет

На начало 2012 года в Окленде насчитывалось 340 начальных школ, 80 средних школ и 29 объединённых школ, в которых имеются начальное и среднее отделения. В этих школах проходили обучение около 250 тысяч учеников. Большинство школ принадлежит государству, однако 39 школ являются частными, а 63 — частично государственными. Большинство школ Окленда являются смешанными (мальчики и девочки обучаются вместе), однако существует небольшое количество раздельных женских и мужских школ. Школьная система построена по зональному принципу. Для обучения в школе ученики должны проживать в зоне, определённой для этой школы. Этот принцип не распространяется на частные школы.
В Окленде располагаются наиболее крупные школы в Новой Зеландии, в том числе крупнейшая школа страны — Рангитото Колледж, в которой обучаются более 3000 учеников.

### Высшее образование
В Окленде расположен целый ряд образовательных учреждений, включая некоторые крупнейшие университеты страны. Окленд является важным центром по изучению английского языка с большим количеством языковых школ, в которых ежегодно проходят обучение тысячи иностранных студентов. Большое количество иностранных студентов обучается также в крупнейших университетах города и других высших учебных заведениях. Привлечение студентов из других стран является важной статьёй дохода в экономике города.
Наиболее востребованными высшими учебными заведениями города являются: Оклендский университет, Оклендский технологический университет, Университет Массей, Технологический институт Манукау, Юнитек. Действует филиал Университета Торренс (Австралия).

## Спорт

### Важнейшие турниры и соревнования
На регулярной основе в Окленде проходят следующие спортивные события:
- Heineken Open — мужской профессиональный теннисный турнир на открытых кортах с твёрдым покрытием. Турнир относится к категории АТР 250.
- ASB Classic — международный женский профессиональный теннисный турнир на открытых кортах с твёрдым покрытием.
- Оклендский марафон — марафон, проходящий в Окленде в октябре или начале ноября. Основной особенностью забега является пересечение Оклендской бухты по Оклендскому мосту, который поднимается в наивысшей точке на высоту в 33 метра над уровнем моря.
- Заплыв через Оклендскую бухту.
- Забег «вдоль берега» (Round the Bays).

Кроме того, в Окленде проводились следующие важнейшие международные соревнования и турниры: Игры Британской империи 1950 года, 14-е Игры Содружества 1990 года. В 2000 и 2003 годах в акватории, прилегающей к Окленду проходили финальные гонки Кубка Америки по парусному спорту. В 2011 году Окленд принимал у себя ряд игр состоявшегося в Новой Зеландии Мирового чемпионата по регби, в том числе в городе проходили полуфиналы и финал чемпионата. В октябре 2012 года в городе прошёл Гранд-финал мировых серий по триатлону.

### Основные спортивные команды
- Blues — профессиональная команда по регби, принимающая участие в играх лиги Супер Регби.
- New Zealand Warriors — профессиональная команда по регбилиг, принимающая участие в играх Национальной Регбийной лиги. В основном проводит свои игры на стадионе Маунт Смарт, а также на стадионе Иден Парк.
- New Zealand Breakers — профессиональная команда по баскетболу, принимает участие в Чемпионате Австралазии по баскетболу. Является победителем чемпионата в 2011, 2012, 2013 годах. Проводит свои игры на площадках Нотр-Шор Ивент центра, а также Вектор Арена.
- Team New Zealand — команда-участник Кубка Америки по парусному спорту. В Окленде располагаются инженерные, производственные и тренировочные площади команды.
- Northern Mystics — профессиональная команда по нетболу. Принимает участие в соревнованиях Чемпионата ANZ по нетболу.
- Auckland City — полупрофессиональная команда по футболу, участвует в Чемпионате Новой Зеландии по футболу.
- Waitakere United — полупрофессиональная команда по футболу, участвует в Чемпионате Новой Зеландии по футболу.
- Auckland Aces — профессиональная команда по крикету.

### Главные спортивные сооружения

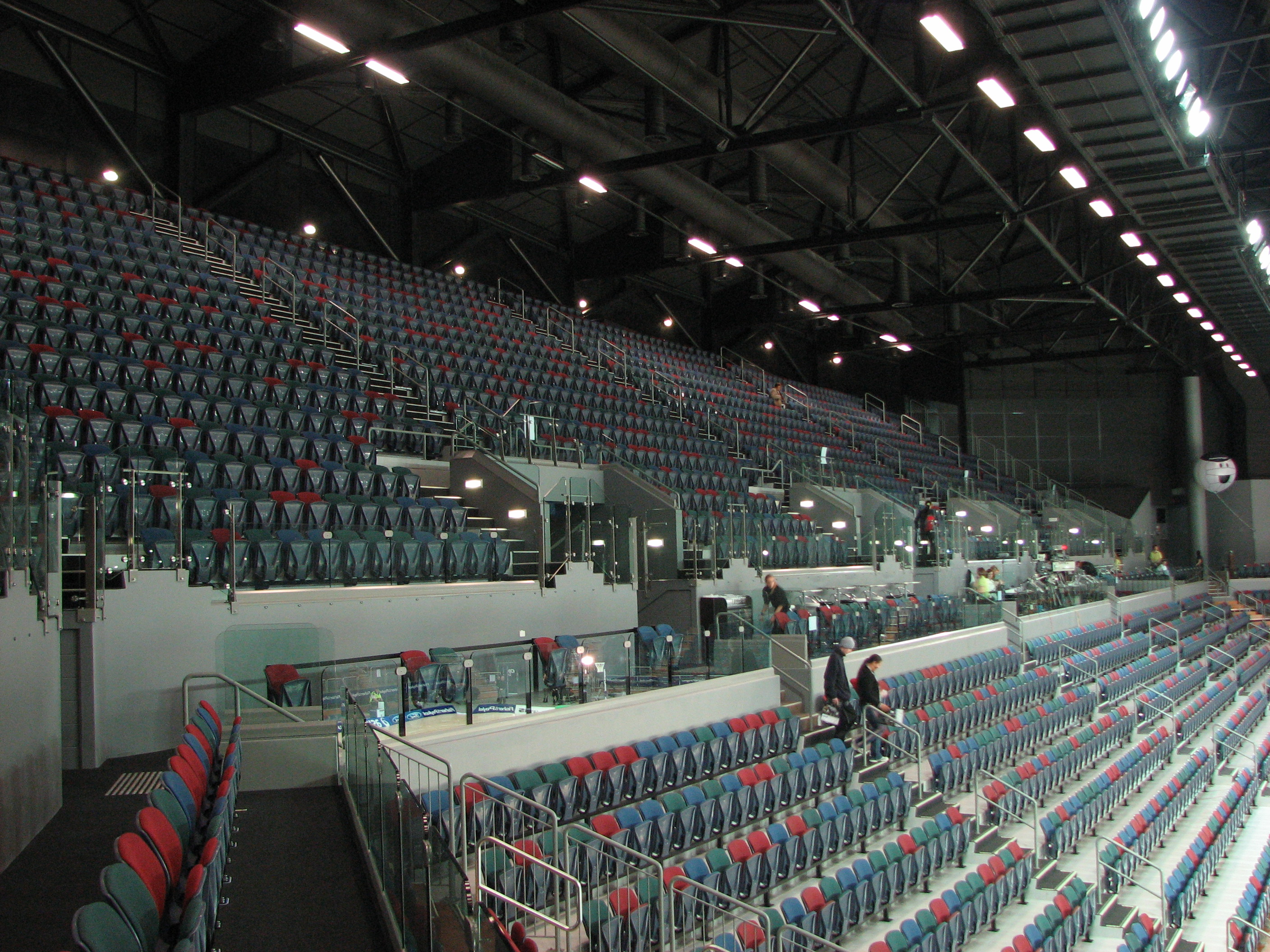
Пустые трибуны стадиона Вектор Арена перед матчем по баскетболу.

- Eden Park Stadium — главная спортивная арена города. Здесь проходят международные игры по регби, а также игра крупнейших регбийных лиг: NRL и Super Rugby. На этом стадионе проходят игры по крикету. Кроме того, здесь проводятся важнейшие общественные мероприятия и концерты.
- North Harbour Stadium — здесь проводятся игры по регби и футболу, а также проходят концерты.
- Mt Smart Stadium — здесь проводятся игры по регби, в основном игры с участием команд, выступающих в лиге NRL. Это домашний стадион команды New Zealand Warriors, которая участвует в этой лиге. Кроме того, до последнего времени здесь проводился один из крупнейших музыкальных фестивалей Новой Зеландии Big Day Out.
- ASB Tennis Centre — открытый теннисный стадион с твёрдым покрытием. Здесь проходят матчи турниров ASB Classic и Heineken Open.
- Vector Arena — крупнейший крытый стадион города. В основном арена используется для проведения концертов, а также баскетбольных матчей и матчей по нетболу.
- Trust Stadium — крытая арена, которая в основном используется для проведения матчей по нетболу. Это домашний стадион нетбольной команды Northern Mystics принимающей участие в ANZ Championship. На арене этого стадиона проходили игры чемпионата мира по нетболу 2007 года.
- North Shore Event Centre — крытая арена, используемая в основном для проведения матчей по баскетболу. Это домашний стадион трёхкратного чемпиона Австралийской лиги команды New Zealand Breakers.
- Western Spring Stadium — естественный амфитеатр, на котором проводятся автомобильные гонки и соревнования по спидвею. Также здесь проходят крупнейшие концерты приезжих звёзд.

## Экономика
Окленд — главный экономический и финансовый центр Новой Зеландии. Экономика города основана главным образом на услугах и торговле, и большинство крупных международных корпораций имеют здесь офис. Самые дорогие офисные помещения расположены в нижней части Квин-стрит и в гавани Виадук в Центральном деловом районе Окленда (ЦДР), где находятся многие финансовые и коммерческие службы.
Помимо этого город является главным индустриальным центром Северного острова.
Основные торговые и промышленные площадки находятся на юго-востоке Окленда и в западной части Манукау, в основном прилегая к гавани Манукау и устью реки Тамаки. В 1970 году вблизи города был построен металлургический завод, где выплавляется высококачественная сталь из железистых песков.
Согласно переписи 2013 года, основными отраслями занятости жителей Окленда являются сфера профессиональных, научных и технических услуг (11,4%), обрабатывающая промышленность (9,9%), розничная торговля (9,7%), здравоохранение и социальная помощь (9,1%), а также образование (8,3%).
Субнациональный ВВП Оклендского региона в 2016 году оценивался в 93,5 млрд новозеландских долларов, что составляет 37,2 процента национального ВВП Новой Зеландии. ВВП на душу населения в Окленде оценивался в 58 717 новозеландских долларов, что является третьим по величине показателем в стране после регионов Таранаки и Веллингтон и превышает средний национальный показатель в 54 178 новозеландских долларов. В 2014 году средний личный доход (для всех лиц старше 15 лет в год) в Окленде оценивался в 41 860 новозеландских долларов, уступая только Веллингтону.

## Транспорт
Основным видом транспорта в Окленде являются частные транспортные средства: в 2006 году только около 7 процентов поездок по региону было совершено на автобусах и 2 процента — на поездах и паромах. Для поездок в центр города в часы пик использование общественного транспорта значительно выше, при этом более половины поездок осуществляется на автобусе, поезде или пароме. Город занимает довольно низкое место в использовании общественного транспорта, поскольку на душу населения приходится только 46 поездок в год.
Автобусы в Окленде в основном радиальные, с небольшим количеством маршрутов через весь город. В течение 2016 – 2018 годов была произведена реорганизация автобусных маршрутов, что значительно расширило число «частых» автобусов, движущихся с интервалом в 15 минут до с утра и до вечера каждый день.
Железнодорожные перевозки работают по четырём линиям между ЦДР и западом, югом и юго-востоком города, а поезда дальнего следования курсируют до Веллингтона всего несколько раз в неделю. После открытия Транспортного центра Britomart в 2003 году в железнодорожную сеть Окленда были сделаны крупные инвестиции, которые пошли на модернизацию станций, обновление подвижного состава и улучшение инфраструктуры. Модернизация железной дороги включала электрификацию железнодорожной сети Окленда.
Порт Окленда остается крупнейшим портом Новой Зеландии, хотя большая (по объему) часть экспорта, в основном лесоматериалов и молочных продуктов, проходит через порт Тауранга. Порт Окленда также является основным пунктом остановки круизных судов. В Окленд также заходят трансокеанские суда, курсирующие между Сиднеем и тихоокеанскими портами Северной Америки. ЦДР Окленда связан паромом с прибрежными пригородами, северным берегом и отдаленными островами.
В Окленде расположены несколько небольших региональных аэропортов и один международный. Аэропорт Окленда, крупнейший в Новой Зеландии, находится в южном пригороде Мангере, на берегу гавани Манукау. Из аэропорта осуществляются частые рейсы в Австралию и разные области Новой Зеландии. Существует также прямое сообщение со многими местами в южной части Тихого океана, а также с Соединёнными Штатами, Азией, Ванкувером, Лондоном, Сантьяго и Буэнос-Айресом.

## Города-побратимы
Окленд поддерживает отношения на уровне городов-побратимов со следующими городами:
- Гуанчжоу (Китай)
- Нинбо (Китай)
- Циндао (Китай)
- Гамбург (Германия)
- Голуэй (Ирландия)
- Фукуока (Япония)
- Томиока (Япония)
- Синагава (Япония)
- Какогава (Япония)
- Уцуномия (Япония)
- Пусан (Южная Корея)
- Пхохан (Южная Корея)
- Нади (Фиджи)
- Тайчжун (Тайвань)
- Лос-Анджелес (США)

За исключением Гамбурга и Голуэя, все города-побратимы Окленда находятся в пределах Тихоокеанского региона.